# Régulation automatique
 (novembre 2018).
Si vous disposez d'ouvrages ou d'articles de référence ou si vous connaissez des sites web de qualité traitant du thème abordé ici, merci de compléter l'article en donnant les références utiles à sa vérifiabilité et en les liant à la section « Notes et références ».
La régulation automatique est l'ensemble des techniques qui permettent de contrôler une grandeur physique (ex. : température, vitesse, pression), sans intervention humaine, pour la maintenir à une valeur donnée, appelée consigne. La régulation est une rétroaction négative qui est utilisée dans un système asservi. ( la régulation se diffère de l'asservissement par la consigne la régulation à une consigne fixe et l'asservissement une consigne variable) 
Pour les autres sens du mot régulation, voir Régulation.

## Régulation en boucle ouverte
On souhaite maintenir la température d'un logement à 18 °C, c'est la consigne. Pour simplifier l'exposé, on supposera que la température extérieure est plus faible, et que l'activité normale à l'intérieur du logement ne produit pas beaucoup de chaleur. On utilise donc un dispositif de chauffage.
Une stratégie consiste à mesurer la température extérieure, et à commander le chauffage en fonction de celle-ci. Par exemple on calcule la différence entre la consigne et la température extérieure, on la multiplie par une constante, ce qui détermine la puissance du chauffage (dans les limites possibles). Cela correspond à un modèle de pertes de chaleur du logement par conduction thermique au niveau des murs. On peut faire les remarques suivantes :
- si la constante est mal choisie, la température ambiante intérieure pourra être assez éloignée de la consigne (dans un sens ou dans l'autre) ;
- ce modèle ne tient pas compte du vent, du soleil, ni de la possibilité qu'une fenêtre reste ouverte quelques minutes dans le logement.

On ne parle normalement pas de régulation pour un système en boucle ouverte mais dans ce cas du fait que l'on mesure une perturbation du système et règle la commande de l'actionneur (chauffage) en fonction de celle-ci, on peut parler de régulation.

## Boucle de régulation avec un thermostat
Le chauffage est maintenant contrôlé par un thermostat. Ce dernier mesure la température ambiante (intérieure) de la pièce-témoin où il est placé ; si elle est inférieure à la consigne du ThAmb, le chauffage doit fonctionner, sinon il s'éteint.

### Chauffage en tout ou rien
Ici on suppose que le dispositif de chauffage fonctionne en tout ou rien : soit il fonctionne à pleine puissance, soit il est éteint. C'est le cas de la plupart des convecteurs électriques. Dans la pratique on fait en sorte que le thermostat fonctionne avec un delta T°C  imparti et parfois réglable appelé hystérésis : la température à laquelle il « bascule » n'est pas exactement la même selon que la température est en train de monter ou de descendre. On obtient au cours du temps le fonctionnement suivant :
- la température est inférieure à 18 °C, le chauffage fonctionne, et la température augmente progressivement (on suppose qu'il est assez puissant) ;
- quand elle atteint 18,5 °C, le thermostat arrête le chauffage ;
- la température redescend progressivement, quand elle atteint 18 °C, le chauffage recommence à fonctionner, et le cycle recommence.

L'hystérésis permet d'éviter qu'au voisinage de la température de consigne du thermostat, le chauffage soit trop rapidement enclenché  et éteint de manière intempestive, mauvaise pour le matériel (fatigue + usure prématurée) et le confort. Le résultat est que la température oscille autour de la consigne. Cela convient à une utilisation domestique.

### Chauffage à puissance variable
Si on peut faire varier la puissance du chauffage de façon continue, on peut adopter le schéma suivant :
- si la température est supérieure à la consigne, le chauffage est éteint ;
- si elle est inférieure, la différence est multipliée par une constante, et détermine la puissance du chauffage (dans les limites possibles).

Si on choisit bien la constante (et l'emplacement du thermostat dans le logement…), les oscillations auront une amplitude plus faible. Mais on peut imaginer que la puissance maximum ne sera atteinte qu'un degré en dessous de la consigne, donc si la température extérieure est très faible, on restera un peu en dessous de la consigne.
En pratique, les chauffages modernes sont équipés de sondes mesurant aussi la température extérieure tout aussi déterminante pour adapter le chauffage aux besoins. C'est ainsi que les chauffages centraux à circulation d'eau chaude sont pilotés selon une loi d'eau ...

### Notion de boucle
Le chauffage modifie la température ambiante mesurée par un thermostat, qui commande en retour le chauffage. On parle de boucle de rétroaction.

## Combinaison d'une boucle ouverte et fermée
On peut combiner les boucles ouvertes et fermées : par exemple dans un système de chauffage central, on peut régler la température maximale de l'eau en fonction de la température extérieure, et chauffer ou non cette eau en fonction de la température intérieure. Ainsi la température extérieure déterminera la puissance maximale du chauffage. 
On peut aussi utiliser un robinet thermostatique, qui ajoute un niveau de régulation locale.

## Régulateur PID
Dans le cadre plus général des régulateur PID, à chaque instant on mesure l'erreur, qui est la différence entre la consigne et la valeur observée. On calcule la dérivée de cette erreur, et son intégrale sur un certain intervalle de temps. On utilise trois coefficients associés aux lettres P, I et D :
- P est le coefficient Proportionnel, il est appliqué à l'erreur ;
- I est le coefficient appliqué à l'Intégrale ;
- D est le coefficient appliqué à la Dérivée.

On fait la somme de ces trois termes pour calculer la commande. La recherche des trois coefficients peut être très délicate.

## Modèles prédictifs
Le régulateur PID ne peut réagir qu'une fois l'erreur observée. Il n'anticipe pas. Pour pallier ce défaut, on peut ajouter au régulateur la simulation numérique d'un modèle du phénomène, pour prévoir ses réactions, et anticiper.